# The Terminator
The Terminator (titulada en España Terminator y conocida en algunos países de Hispanoamérica como El exterminador) es una película estadounidense de ciencia ficción y acción de 1984, dirigida por James Cameron, coescrita entre Cameron, Gale Anne Hurd y William Wisher Jr. y protagonizada por Arnold Schwarzenegger, Linda Hamilton y Michael Biehn. 
El film fue producido por Hemdale Film Corporation y distribuido por Orion Pictures. En ella, Schwarzenegger interpreta al Terminator, un ciborg asesino enviado a través del tiempo, desde el año 2029 hasta 1984, para asesinar a Sarah Connor, interpretada por Linda Hamilton. Kyle Reese, interpretado por Michael Biehn, es un soldado también enviado desde el futuro con la misión de protegerla.
La película fue estrenada el 20 de octubre de 1984. Aunque no se esperaba que tuviera gran impacto comercial o de crítica, fue un éxito de taquilla que dio inicio a una franquicia que consta de varias secuelas, una serie de televisión, cómics, novelas y videojuegos. Además, ayudó a lanzar la carrera cinematográfica de James Cameron y consolidar la de Arnold Schwarzenegger. En el caso de la guionista y productora Gale Anne Hurd, la película implicó un salto en su carrera como productora, aunque fue el primer y único guion que escribió. En 2008, la Biblioteca del Congreso de los Estados Unidos seleccionó la película para su preservación en el National Film Registry encontrándola "cultural, histórica o estéticamente significativa".

## Argumento
| Las máquinas emergieron de las cenizas del fuego nuclear. Su guerra para exterminar a la humanidad asoló por décadas. Pero la batalla final no sería peleada en el futuro. Se pelearía aquí, en nuestro presente. Esta noche... —Inserto del prólogo en 2029, previo a los créditos iniciales. |

En la madrugada del 12 de mayo de 1984 en Los Ángeles, aparecen dos hombres desnudos enviados desde el futuro: Cerca al Observatorio Griffith emerge el Terminator T-800 (modelo Cyber Dyne 101), programado para asesinar a una mujer llamada Sarah Connor. Con la misión de protegerla, aparece Kyle Reese en un callejón en el centro de la ciudad. El Terminator asesina a unos punks para robarles sus ropas mientras que Kyle, tras llevarse los pantalones de un vagabundo, es perseguido por la policía y roba ropa de una tienda, así como una escopeta de un auto patrulla estacionado.
A la mañana siguiente, el Terminator consigue armamento en una tienda de armas y asesina a su dueño, usa la guía telefónica para dar con la dirección de tres mujeres llamadas Sarah Connor y mata a las dos primeras. Esa noche, al enterarse del segundo asesinato, la verdadera Sarah teme que será la siguiente víctima y, sospechando de la presencia de Kyle, se refugia dentro de la discoteca Tech Noir, desde donde deja un mensaje en el contestador de su compañera de cuarto, Ginger. Posteriormente, contacta con el teniente Ed Traxler, que le dice que le enviará una patrulla para recogerla. El Terminator llega al apartamento de Sarah y asesina brutalmente a Ginger y su novio Matt. Al oír el mensaje de Sarah, el Terminator la identifica y se dirige a la discoteca. Antes de que el Terminator pueda asesinarla, Kyle le dispara varias veces con la escopeta y rescata a Sarah. Los dos roban un carro y escapan del Terminator, que sale a perseguirlos con una patrulla robada.

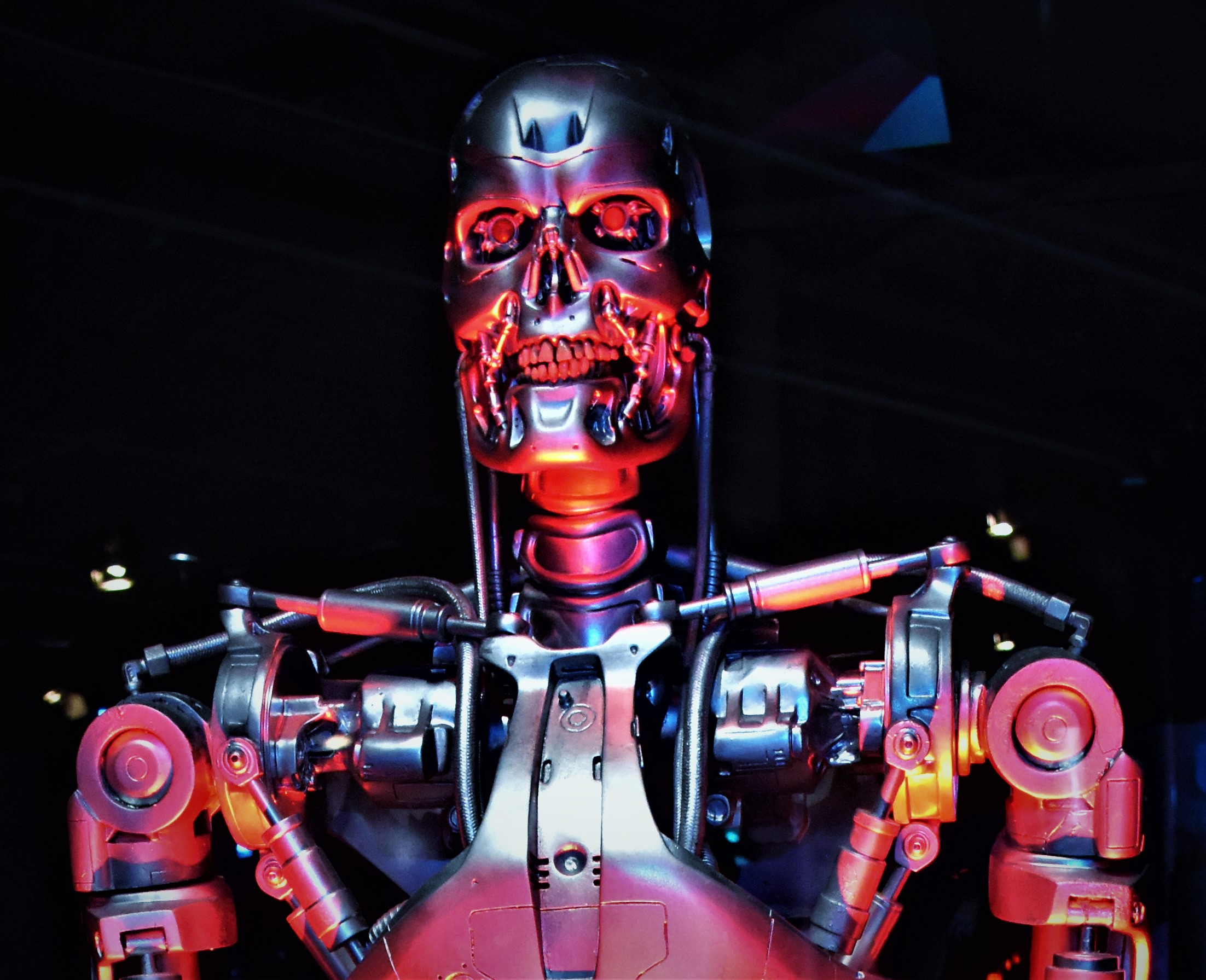
Maqueta del T-800, personaje de Terminator.

Mientras se esconden en un estacionamiento, Kyle le explica a Sarah la situación y le cuenta que en el futuro una red de defensa de inteligencia artificial conocida como Skynet, creada por Cyberdyne Systems, desarrolló una consciencia y, al decidir que la raza humana era una amenaza, inició una guerra nuclear global para extinguirla. Al borde de la derrota ante la resistencia humana liderada por John Connor, el futuro hijo de Sarah, Skynet mandó al pasado al Terminator, un organismo cibernético programado para matar, para asesinar a su madre y evitar que John nazca. Aprovechando la información que obtiene de la radio policial, el Terminator los localiza y los persigue hasta chocar contra una pared. Kyle y Sarah son arrestados por los oficiales de policía, mientras que el Terminator logra escapar de la escena.
Kyle es interrogado en la estación de policía por el Dr. Peter Silberman, quien lo califica como un lunático y desestiman su historia. Mientras, el Terminator repara su brazo derecho y se extirpa el ojo izquierdo biológico, dañados por los disparos y la persecución, tras lo cual se dirige a la estación de policía; al serle negada la visita, regresa embistiendo la entrada del recinto con su vehículo y asalta la estación, asesinando a cada oficial que se cruza en su camino. En medio de la masacre, Kyle rescata a Sarah, los dos escapan y descansan escondidos bajo un puente.
Al día siguiente, Sarah y Kyle se ocultan en un motel llamado Tiki. Mientras Kyle sale a comprar elementos para fabricar bombas de tubo, Sarah llama a su madre y le cuenta su paradero, sin saber que en realidad habla con el Terminator que se hace pasar por ella tras haberla asesinado. Sarah le pregunta a Reese si alguna vez ha tenido una pareja y, tras negarlo en un principio, admite que ha estado enamorado de ella desde que la vio en una fotografía que le dio John Connor (se muestra, en un flashback, que se incineró en un ataque sorpresa por un Terminator infiltrado en una base humana) y que arriesgó su vida viajando a través del tiempo por ella. Correspondiendo a sus sentimientos, Sarah lo besa apasionadamente y los dos hacen el amor, concibiendo a John.
Al caer la noche, el Terminator llega en motocicleta al motel. Alertados por los ladridos del perro guardián, Kyle y Sarah logran huir en una camioneta. Durante la persecución en la autopista, Kyle resulta herido gravemente por disparos mientras lanza las bombas al Terminator; cuando Sarah logra hacer caer al Terminator de su moto con la camioneta, el ciborg secuestra un camión cisterna de combustible para intentar atropellarla. Aun así, Kyle esconde una bomba en uno de los tubos del vehículo y logra hacerlo explotar. 
Sarah observa al Terminator ser consumido por las llamas del camión y se reúne con un malherido Kyle. Sin embargo, el Terminator, ahora un endoesqueleto metálico descarnado, sale de entre las llamas y los persigue hasta una fábrica automatizada. Adentro, Kyle activa la maquinaria para despistar al Terminator, lo enfrenta y coloca su última bomba en su torso. La explosión revienta al ciborg a la mitad, hiere en la pierna a Sarah y mata a Kyle. La mitad superior del ciborg se reactiva y persigue a Sarah, quien huye arrastrándose hasta atravesar una prensa hidráulica. Cuando el Terminator intenta alcanzarla, Sarah la pone en funcionamiento y lo aplasta.
Seis meses después Sarah viaja en un Jeep por el norte de México, grabando varias audio-cintas que luego dará a su futuro hijo cuando esté preparado para escucharlas. Al detenerse en una gasolinera para cargar combustible, un niño le toma una fotografía a Sarah y le pide cinco dólares por ella, resultando ser la foto que John le regalará a Kyle en el futuro. Luego de comprarla, el niño menciona que se avecina una tormenta y cuando el gasolinero le traduce lo que el niño dijo, Sarah responde "lo sé" antes de continuar su camino en dirección a la tormenta.

## Reparto
- Arnold Schwarzenegger como Terminator: un androide cibernético con apariencia de ser humano enviado atrás en el tiempo para asesinar a Sarah Connor.
- Michael Biehn como Kyle Reese: un luchador de la Resistencia enviado atrás en el tiempo para proteger a Sarah.
- Linda Hamilton como Sarah Connor: el objetivo del Terminator quien en el futuro será la madre del líder de la Resistencia (John Connor).
- Paul Winfield como Ed Traxler: teniente de la policía el cual intenta proteger a Sarah.
- Lance Henriksen como Vukovich: miembro de la policía de Los Ángeles.
- Earl Boen como Dr. Peter Silberman: psicólogo criminalista.
- Bess Motta como Ginger: compañera de cuarto de Sarah.
- Rick Rossovich como Matt: novio de Ginger.

Los actores adicionales fueron: Shawn Schepps como Nancy, la compañera de trabajo de Sarah en el restaurante; Dick Miller como el empleado de una tienda de armas; Franco Columbu como un Terminator en el futuro; Bill Paxton y Brian Thompson como punks que son confrontados por el Terminator; y Marianne Muellerleile como una de las otras mujeres con el nombre de «Sarah Connor». Rick Aiello como el portero de la discoteca Tech Noir. El coescritor del filme William Wisher Jr. hace del agente de policía que confronta a Reese y al que el Terminator roba su vehículo. El niño de la gasolinera, acreditado como "Mexican boy", es interpretado por dos actores: Anthony Trujillo en planos cerrados y Philip Gordon en planos abiertos.

### Doblaje
El primer doblaje al español de The Terminator fue realizado en 1984 por Lauren Film de España bajo la dirección de Manolo García, quien da voz a Kyle Reese. Este doblaje se realizó para países hispanohablantes fuera del continente americano.[cita requerida]
En Hispanoamérica, se hizo un primer doblaje para su transmisión en televisión en 1987 por la empresa mexicana SISSA - Oruga bajo la dirección de Eduardo Giaccardi, quien da voz al Detective Vukovich. En 1999, se llevaría a cabo un redoblaje por la empresa Auditel bajo la dirección de René Salinas, el cual sería usado para su lanzamiento en DVD, transmisión por televisión y streaming. Por otro lado, los actores de voz de los respectivos doblajes fueron los siguientes:
| Personaje                 | Actor original Estados Unidos | Actor de voz España | Actor de voz (original) México | Actor de voz (redoblaje) México |
| ------------------------- | ----------------------------- | ------------------- | ------------------------------ | ------------------------------- |
| Terminator T-800          | Arnold Schwarzenegger         | Constantino Romero  | Héctor Reynoso                 | Alejandro Ortega                |
| Sarah Connor              | Linda Hamilton                | María Luisa Solá    | Yolanda Vidal                  | Mayra Arellano                  |
| Kyle Reese                | Michael Biehn                 | Manolo García       | Moisés Palacios                | Rafael Rivera                   |
| Dr. Peter Silberman       | Earl Boen                     | Joaquín Díaz        | Ernesto Casillas               | Raúl de la Fuente               |
| Teniente Ed Traxler       | Paul Winfield                 | Pepe Mediavilla     | Manolo García                  | Paco Mauri                      |
| Detective Vukovich        | Lance Henriksen               | Miguel Ángel Jenner | Eduardo Giaccardi              | Gerardo Reyero                  |
| Ginger Ventura            | Bess Motta                    | Julia Gallego       | Dulce María Romay              | Isabel Romo                     |
| Sr. de la Tienda de Armas | Dick Miller                   | Fernando Ulloa      | Tito Reséndiz                  | José Luis McConnell             |
| Sr. de la Gasolinería     | Tony Mirelez                  | Fernando Ulloa      | Miguel Ángel Sanromán          | José Luis McConnell             |
| Niño en la Gasolinería    | Anthony Trujillo              | Julia Gallego       | (Desconocido)                  | (Desconocido)                   |
| Vagabundo                 | Stan Yale                     | Pepe Antequera      | Sergio Barrios                 | Carlos Águila                   |
| Matt Buchanan             | Rick Rossovich                | Salvador Vives      | Carlos Íñigo                   | Andrés García                   |
| Narrador                  | —                             | Federico Menescal   | Francisco Reséndez             | Raúl de la Fuente               |

## Producción

### Desarrollo
En 1981, el director James Cameron se encontraba en Roma, Italia, para ver un primer corte de su primer largometraje Piraña II: los vampiros del mar cuando cayó enfermo de fiebre y soñó con un esqueleto cromado emergiendo de una explosión y arrastrándose con cuchillos de cocina. Al despertar, se puso a dibujar dos bocetos en la papelería del hotel que se convertirían en el final de la película. Inspirado en John Carpenter, quien realizó Halloween con bajo presupuesto, Cameron usó el sueño como "plataforma de lanzamiento" para escribir una película de tipo slasher. Al agente de Cameron no le gustó el concepto inicial de película de terror y le pidió que trabajara en otra cosa. Tras esto, Cameron despidió a su agente.
Cameron regresó a Pomona, California, y se quedó en la casa del escritor de ciencia ficción Randall Frakes, donde escribió el primer borrador de The Terminator. Sus influencias incluyeron películas de ciencia ficción de los años 50, la serie de televisión The Outer Limits de los años 60 y películas contemporáneas como The Driver (1978) y Mad Max 2 (1981). Para traducir el borrador en un guion, Cameron reclutó a su amigo Bill Wisher, quien tenía un enfoque similar en la narración. Cameron asignó a Wisher a escribir escenas que involucraran a Sarah Connor y al departamento de policía. Como Wisher vivía lejos de Cameron, los dos se comunicaron ideas llamándose por teléfono y grabándose leyendo nuevas escenas.
La idea inicial del guion consistía en dos Terminators transportados al pasado: el primero era similar al de la película mientras que el segundo estaba hecho de metal líquido y no podía ser destruido con armas convencionales. Cameron sintió que la tecnología de la época no era capaz de crear el Terminator líquido y archivó la idea hasta la aparición del personaje del T-1000 en Terminator 2: el juicio final.

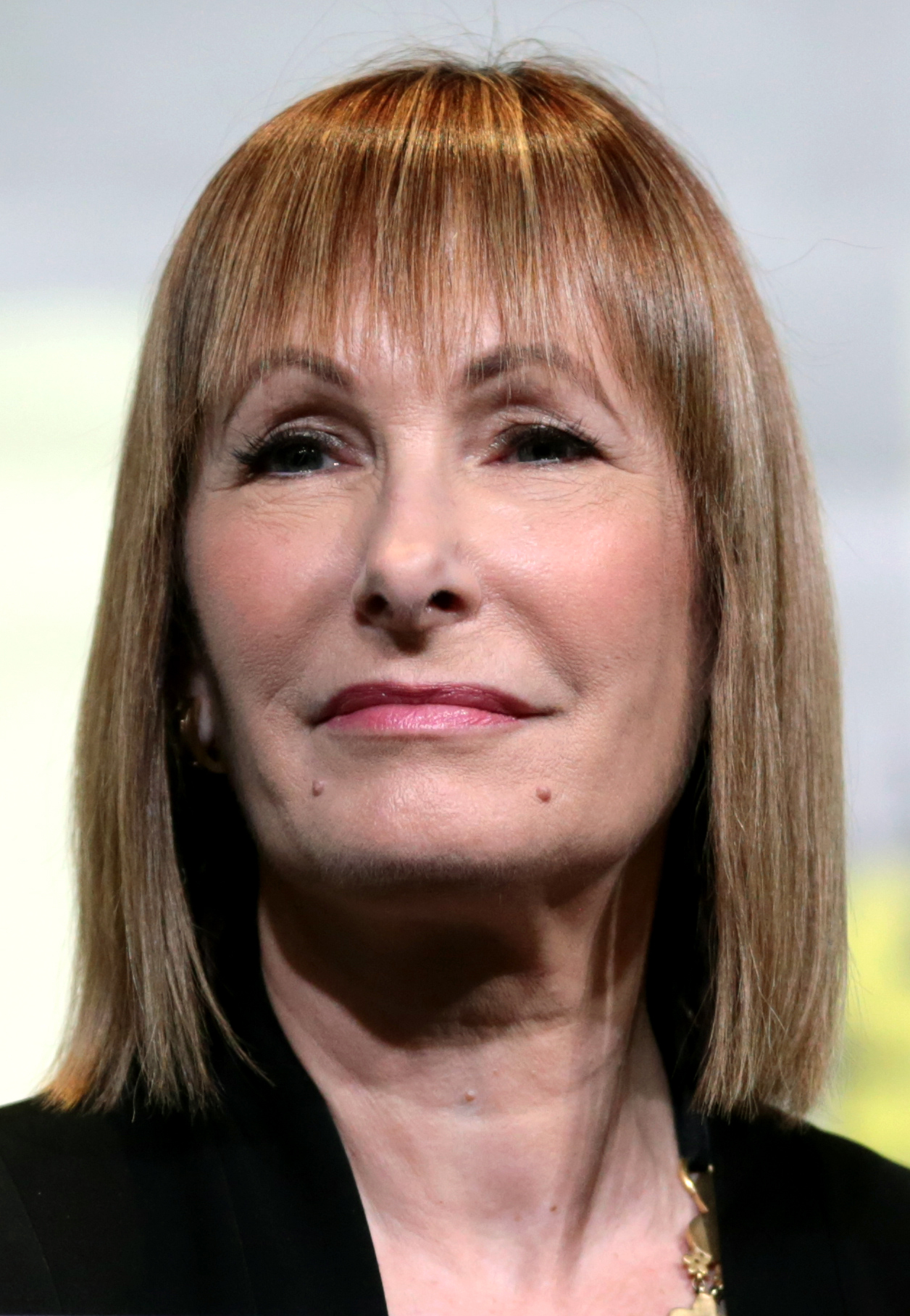
Gale Anne Hurd compró los derechos de The Terminator a James Cameron por un dólar.

La productora Gale Anne Hurd, quien trabajó en New World Pictures como asistente de Roger Corman, mostró interés en el proyecto. Cameron vendió los derechos de The Terminator a Hurd por 1 dólar con la promesa de que ella la produciría solo si Cameron lo dirigía. Hurd sugirió algunas modificaciones en el guion y obtuvo un crédito como guionista en la película, aunque Cameron declaró que ella "no escribió nada en realidad". Cameron lamentaría más tarde la decisión de vender los derechos por un dólar. Cameron y Hurd tenían amigos que habían trabajado con Corman anteriormente y que estaban trabajando en Orion Pictures. Orion aceptó distribuir la película si Cameron pudiera conseguir apoyo financiero en otra parte. El guion fue recogido por John Daly, director y presidente de Hemdale Film Corporation. Daly y su vicepresidente ejecutivo y jefe de producción Derek Gibson se convirtieron en productores ejecutivos del proyecto.
Cameron quería que su pitch a Daly terminara el trato e hizo que su amigo Lance Henriksen se presentara temprano a la reunión vestido y actuando como el Terminator. Henriksen, llevando una chaqueta de cuero, cortes falsos en la cara y láminas de oro en los dientes, abrió de una patada la puerta de la oficina antes de tomar asiento. Cameron llegó poco después y alivió a los gerentes del acto de Henriksen. Daly quedó impresionada por el guion y los bocetos y la pasión de Cameron por la película. A finales de 1982, Daly aceptó respaldar la película con ayuda de HBO y de Orion. El presupuesto original de The Terminator era de 4 millones de dólares, pero luego se elevó a 6,5 millones. Además de Hemdale, Pacific Western Productions, Euro Film Funding y Cinema '84 fueron acreditados como empresas productoras tras del estreno de la película.

### Casting
Para el rol de Kyle Reese, Orion quería una estrella cuya popularidad estuviera aumentando en Estados Unidos pero que también tuviera atractivo en el extranjero. El cofundador de Orion, Mike Medavoy, había conocido a a Arnold Schwarzenegger y le envió a su agente el guion de The Terminator. Cameron no estaba seguro sobre el casting de Schwarzenegger como Kyle porque sentía que necesitaría a alguien aún más famoso para interpretar al Terminator. Sylvester Stallone y Mel Gibson habían rechazado el rol del Terminator. El ejecutivo del estudio Mike Medavoy sugirió a O. J. Simpson, pero Cameron sentía que Simpson no sería creíble como un asesino en ese entonces.
Cameron acordó reunirse con Schwarzenegger e ideó un plan para evitar elegirlo: se pelearía con él y volvería a Hemdale y lo encontraría no apto para el papel. En la reunión, Cameron se entretuvo con Schwarzenegger, quien hablaba sobre cómo debía interpretarse al villano, y comenzó a dibujar su rostro en un bloc de notas, pidiéndole a Schwarzenegger que se mantuviera quieto. Tras la reunión, Cameron regresó a Daly diciendo que Schwarzenegger no interpretara a Kyle Reese pero que "haría un Terminator infernal".
Schwarzenegger no estaba tan entusiasmado con la película. Durante una entrevista en el set de Conan el Destructor, el entrevistador le preguntó sobre un par de zapatos que tenía, que pertenecían al vestuario de The Terminator. Schwarzenegger respondió "Oh, una película de mierda que estoy haciendo, tomará un par de semanas". En sus memorias Vida Total contó que al principio tenía dudas, pero pensó que interpretar a un robot en una película contemporánea sería un cambio de ritmo desafiante de Conan el Bárbaro y que la película tenía el suficientemente bajo perfil como para que no dañara su carrera en caso de no tener éxito. En una posterior entrevista con GQ, admitió que él y el estudio lo consideraban, simplemente, como otra película de acción serie B, ya que "el año pasado salió Exterminator, ahora sería Terminator y qué más será después, ese tipo de cosas". Fue solo cuando vio 20 minutos del primer corte que se dio cuenta de que "esto es realmente intenso, esto es salvaje, no creo haber visto nada como esto antes" y se dio cuenta de que "esto podría ser más grande de lo que todos pensamos". Para prepararse para el rol, Schwarzenegger pasó tres meses entrenando con armas para poder usarlas y sentirse cómodo con ellas. Schwarzenegger habla solo 17 líneas en la película, y menos de 100 palabras. Cameron dijo que "de alguna manera, incluso su acento funcionaba... Tenía una extraña cualidad sintetizada, como si no hubieran logrado resolver del todo el tema de la voz".
Varios otros actores se sugirieron para el rol de Kyle Reese, incluido el músico de rock Sting. Cameron se reunió con Sting, pero no estaba interesado ya que Cameron era un director muy desconocido en aquel entonces. Otros que fueron considerador para Reese incluyeron Christopher Reeve, Matt Dillon, Kurt Russell, Treat Williams, Tommy Lee Jones, Scott Glenn, Michael O'Keefe y Bruce Springsteen. Cameron escogió a Michael Biehn. Biehn, quien recientemente había visto Taxi Driver y tenía aspiraciones de actuar junto a gente como Al Pacino, Robert De Niro y Robert Redford, se mostró escéptico al principio y pensaba que la película era tonta. Luego de reunirse con Cameron, Biehn cambio de parecer. Hurd afirmó que "casi todos los demás que vinieron de la audición eran tan duros que nunca creíste que iba a haber esta conexión humana entre Sarah Connor y Kyle Reese. Tienen tan poco tiempo para enamorarse. Mucha gente llegó y simplemente no pudo conseguirlo." Para meterse en el personaje de Kyle, Biehn estudió la Resistencia polaca de la Segunda Guerra Mundial.
En las primeras páginas del guion, Sarah Connor es descrita como "[de] 19, rasgos pequeños y delicados. Bonita de una manera imperfecta y accesible. No detiene la fiesta cuando entra, pero te gustaría conocerla. Su vulnerabilidad oculta una fortaleza que ni siquiera ella sabe que existe". A Lisa Langlois le ofrecieron el rol, pero lo rechazó porque ya estaba filmando La mujer del golfo. Jennifer Jason Leigh, Melissa Sue Anderson y Jessica Harper también fueron consideradas para el rol de Sarah Connor. Cameron eligió a Linda Hamilton, quien había terminado de grabar Children of the Corn. Rosanna Arquette y Lea Thompson también audicionaron para el rol. Cameron encontró un rol para Lance Henriksen como Vukovich, ya que Henriksen había sido esencial para conseguir financiación para la película. Para las tomas de efectos especiales, Cameron quería a Dick Smith, quien había trabajado en El padrino y Taxi Driver. Smith no aceptó la oferta de Cameron y sugirió a su amigo Stan Winston.

### Rodaje
El rodaje estaba programado empezar a inicios de 1983 en Toronto, pero se detuvo cuando el productor Dino De Laurentiis aplicó una opción en su contrato que dejaría a Schwarzenegger indisponible durante nueve meses mientras filmaban Conan el Destructor. Durante la espera, Cameron fue contratado para escribir el guion de Rambo: First Blood Part II, refinó el guion y realizó los storyboards y el arte conceptual de Terminator y entró en conversaciones con los productores David Giler y Walter Hill para una secuela de Alien: el octavo pasajero, la cual sería Aliens (1986). Hubo interferencia limitada por parte de Orion Pictures. Dos sugerencias que presentó Orión incluyeron la adición de un androide canino, que Cameron rechazó, y fortalecer el interés amoroso entre Sarah y Kyle, que Cameron aceptó.
Para crear la apariencia del Terminator, Winston y Cameron se pasaron bocetos de uno al otro y, finalmente, decidieron utilizar un diseño casi idéntico al dibujo original de Cameron en Roma. Winston tenía un equipo de siete artistas que trabajaron durante seis meses para crear un títere del Terminator. Primero fue moldeado en arcilla y, luego, en yeso reforzado con nervaduras de acero. A continuación, estas piezas fueron lijadas, pintadas y, por último, cromadas. Además del endoesqueleto completo, se creó una marioneta del torso superior, el cual era operado por Shane Mahan en los planos cuando caminaba y desde debajo del suelo cuando se arrastraba. Con el fin de proteger al equipo, para la explosión del Terminator se usó una maqueta de uretano cromado. Winston esculpió una reproducción del rostro de Schwarzenegger en varias poses en silicona, arcilla y yeso. Una maqueta de gran tamaño del ojo, con un lente de cámara haciendo del iris, fue usada para los primeros planos de la operación al ojo. El diseño de Winston se completó justo antes de empezar el rodaje.
El rodaje de la película en Los Ángeles empezó en marzo de 1984 y terminaría en mayo de ese año. Cameron sintió que con Schwarzenegger en el set, el estilo de la película cambió y explicó que "la película adquirió un brillo más grande que la vida. Me encontré en el set haciendo cosas que no pensé que haría: escenas que eran puramente horrorosas y que simplemente no podían serlo, porque ahora eran demasiado extravagantes". La mayoría de las escenas de acción de The Terminator se filmaron de noche, lo que dio lugar a plazos de rodaje ajustados antes del amanecer. Una semana antes que empiece el rodaje, Linda Hamilton se torció el tobillo, lo que provocó un cambio en la producción, por lo que las escenas en las que Hamilton tenía que rodar se producían tan tarde como lo permitía el cronograma de rodaje. A Hamilton le vendaban el tobillo todos los días y pasó la mayor parte de la producción de la película con dolor.
Las secuencias ambientadas en 2029 y las escenas en stop motion fueron desarrolladas por Fantasy II, una compañía de efectos especiales dirigida por Gene Warren, Jr. Un modelo stop-motion es usado en varias escenas de la película que involucran el endoesqueleto del Terminator. Cameron quería convencer a la audiencia de que el modelo de la estructura era capaz de hacer lo que veían a Schwarzenegger hacer. Para eso, se filmó una escena herido y cojeando; esta cojera hizo más fácil para el modelo imitara a Schwarzenegger.
Una de las armas que se ven en la película y en su póster era una pistola AMT Longslide modificada por Ed Reynolds de SureFire para que incluyera un visor láser. Se crearon versiones del prop tanto funcionales como no funcionales. En el momento en que se hizo la película, los láseres de diodo no estaban disponibles. Debido al alto requerimiento de energía, el láser de helio-neón en la mira usaba una fuente de alimentación externa que Schwarzenegger debía activar manualmente. Reynolds afirma que su única compensación por el proyecto fue material promocional para la película.
Schwarzenegger intentó cambiar la línea icónica "volveré" (en inglés: i'll be back) porque tenía dificultades para pronunciar la palabra i'll. Cameron se rehusó a cambiar la línea a "I will be back", así que Schwarzenegger trabajó para decir la línea tal como estaba escrita lo mejor que pudo. Más tarde diría la frase en numerosas películas a lo largo de su carrera.
Luego que terminara el rodaje de The Terminator, se necesitaron algunas tomas adicionales para la posproducción y solo Biehn estuvo disponible: un plano mostrando al Terminator afuera del departamento de Sarah, el cuerpo inerte de Kyle siendo metido en una bolsa para cadáveres, y el Terminator siendo aplastado por la prensa hidráulica. El último plano, en el que Sarah conduce por una autopista, fue filmado sin permiso. El equipo convenció a un oficial de policía, que se apareció a confrontarlos antes de grabar, de que estaban realizando una película estudiantil de la UCLA.
Entre las escenas filmadas que serían eliminadas del montaje final estaba una subtrama donde Kyle sugiere a Sarah que encuentren Cyberdyne Systems y que lo destruyan antes que puedan inventar Skynet, previniendo la guerra, y el final original, donde los restos del Terminator son encontrados por dos trabajadores de la fábrica, que se revela que es Cyberdyne Systems. Debido a que los trabajadores eran interpretados por amigos de John Daly, Cameron y Hurd quedaron descontentos con ese final. El propio Daly insistió a Cameron que removiera el último rollo y terminara la película con la explosión del camión; Cameron se rehusó y, a punto de iniciar una pelea, terminó echando a los productores del cuarto de montaje.

## Banda sonora
La banda sonora de The Terminator fue compuesta e interpretada en sintetizador por Brad Fiedel. Brad Fiedel estaba con la Gorfaine/Schwartz Agency, donde un nuevo agente, Beth Donahue, supo que Cameron estaba trabajando en The Terminator y le envió un casete con la música de Brad Fiedel. Fiedel fue invitado a una proyección de la película con Cameron y Hurd. Hurd no estaba segura de que Brad Fiedel compusiera la banda sonora, ya que sólo había trabajado en televisión, no en cine. Fiedel convenció a los dos al mostrarles una pieza experimental en la que había trabajado, pensando: "Saben, voy a tocar esto para él porque es muy oscura y creo que le es interesante". La canción convenció a Cameron y Hurd para que lo contraten.
Fiedel afirmó que su composición reflejaba "un hombre mecánico y sus latidos". Casi toda la música fue interpretada en vivo. El tema de The Terminator es usado en los créditos iniciales y aparece en varios momentos, como en una versión ralentizada cuando Kyle muere y una versión de piano en la escena de amor. Fue descrita como "inquietante", con una melodía "engañosamente simple" grabada en un sintetizador Prophet-10. Está en el compás inusual de 13
16, que surgió cuando Brad Fiedel experimentaba con ritmos y accidentalmente creó un bucle incompleto en su secuenciador; a Brad Fiedel le gustaba la "propulsión" "entrecortada". Brad Fiedel creó música para cuando Kyle y Sarah escapan de la comisaría que sería apropiada para un "momento heroico". Cameron rechazó este tema, ya que creía que haría perder el entusiasmo de la audiencia.
La banda sonora de The Terminator se lanzó en 1984 a través de Enigma Records. Las primeras seis pistas conforman la partitura de la película. La segunda mitad está interpretada por varios artistas y se ha descrito como un pop rock basado en sintetizadores y orientado al baile. Las canciones de Tahnee Cain & Tryanglz contienen una guitarra rítmica de hard rock. "Pictures of You" hace hincapié en el sintetizador y se diferencia de las canciones exitosas de Jay Ferguson. "Intimacy" se ha descrito como "new wave de los últimos tiempos y techno primitivo de los primeros tiempos".
| The Terminator: Original Soundtrack |                                                                     |          |  |
| N.º                                 | Título                                                              | Duración |  |
| 1.                                  | «The Terminator Theme»                                              | 4:18     |  |
| 2.                                  | «Terminator Arrival»                                                | 3:00     |  |
| 3.                                  | «Tunnel Chase»                                                      | 2:50     |  |
| 4.                                  | «Love Scene»                                                        | 1:15     |  |
| 5.                                  | «Future Remembered»                                                 | 2:40     |  |
| 6.                                  | «Factory Chase»                                                     | 3:50     |  |
| 7.                                  | «You Can't Do That» (performed by Tahnee Cain & Tryanglz)           | 3:25     |  |
| 8.                                  | «Burnin' in the Third Degree» (performed by Tahnee Cain & Tryanglz) | 3:38     |  |
| 9.                                  | «Pictures of You» (performed by Jay Ferguson & 16mm)                | 3:58     |  |
| 10.                                 | «Photoplay» (performed by Tahnee Cain & Tryanglz)                   | 3:30     |  |
| 11.                                 | «Intimacy» (performed by Lin Van Hek)                               | 3:40     |  |
| 35:32                               |                                                                     |          |  |

## Estreno

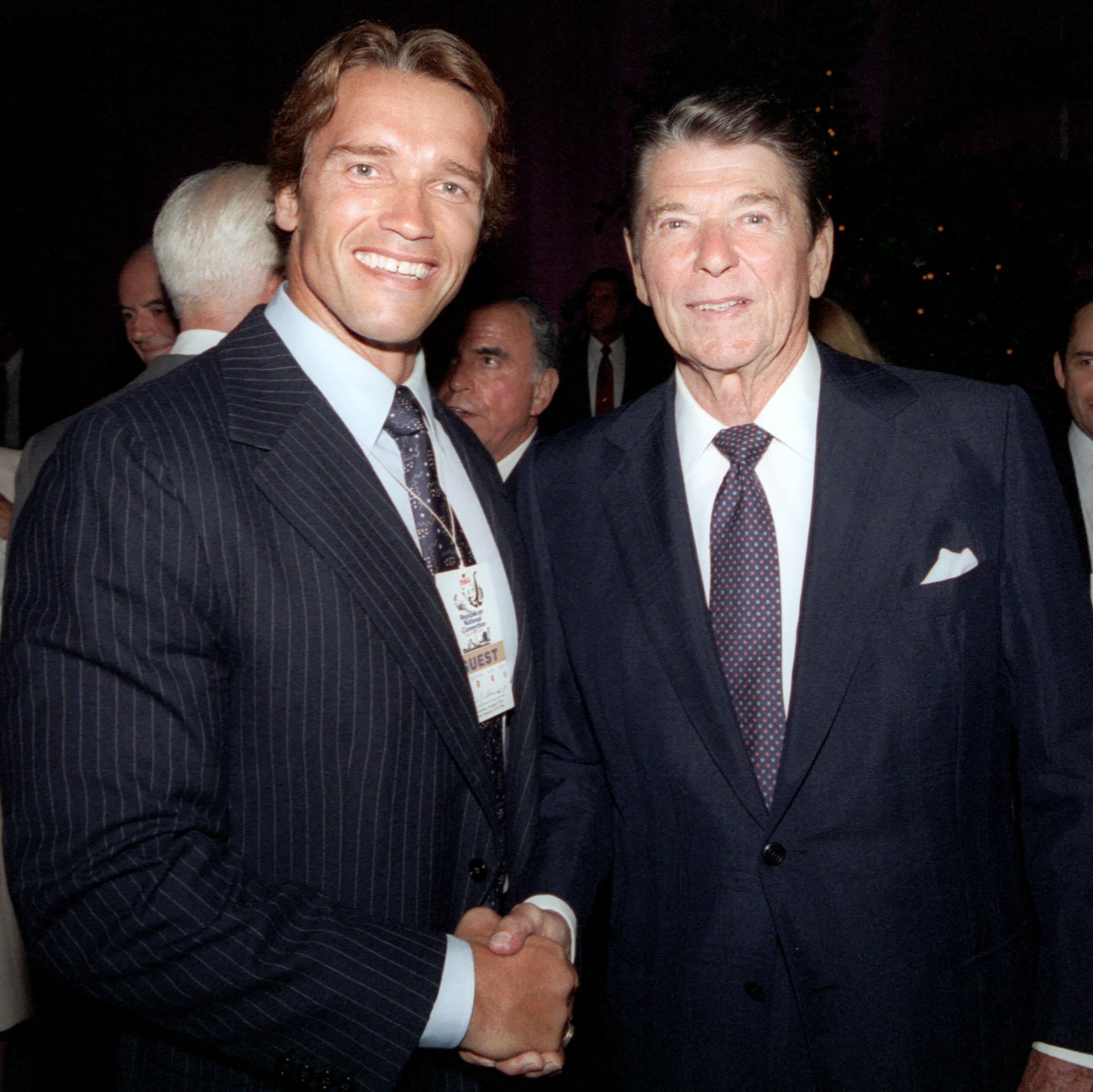
Schwarzenegger junto al presidente Ronald Reagan en agosto de 1984, dos meses antes del estreno de The Terminator.

Orion Pictures no tenía fe en que The Terminator tuviera un buen desempeño en taquilla y temían una recepción crítica negativa. En una proyección temprana de la película, los agentes de los actores insistieron a los productores en que la película debería proyectarse a los críticos. Orion sólo realizó una proyección de prensa del filme. La película se estrenó el 26 de octubre de 1984. En su primera semana, The Terminator se proyectó en 1005 cines y recaudó 4,0 millones de dólares, lo que la convirtió en la número uno en taquilla. La película se mantuvo en el primer lugar hasta su tercera semana, siendo destronada por Oh, God! You Devil. Cameron notó que The Terminator fue un éxito "en relación con su mercado, que se sitúa entre los taquillazos de verano y los de Navidad. Pero es mejor ser un pez grande en un estanque pequeño que lo contrario"." The Terminator recaudó 38,3 millones de dólares en Estados Unidos y Canadá y 40 millones de dólares en otros territorios, para un total mundial de 78,3 millones de dólares.

## Crítica

### Contemporánea
Las respuestas críticas contemporáneas de The Terminator fueron mixtas. Variety elogió la película, calificándola como "un cómic cinemático ardiente, lleno de virtuosismo cinematográfico, un impulso tremendo, actuaciones sólidas y una historia cautivadora... Schwarzenegger está perfectamente escogido en una interpretación mecánica que solo requiere unas pocas líneas de diálogo". Richard Corliss de la revista Time dijo que la película tenía "mucho conocimiento de tech-noir para mantener satisfechos a los infieles y a los fanáticos de la acción"." Time puso a The Terminator en su lista de las "10 mejores" de 1984.
Los Angeles Times llamó a la película "un thriller chispeante lleno de todo tipo de delicias sangrientas... cargado de escenas de persecución llenas de combustible, efectos especiales listos y un humor astuto". El Milwaukee Journal le dio a la película tres estrellas, llamándolo "El thriller de ciencia ficción más escalofriante desde Alien." Una reseña en la revista Orange Coast afirma que "la virtud distintiva de The Terminator es su tensión incesante. Desde el principio todo es acción y violencia sin tiempo para desarrollar la historia... Es como una película de Harry el sucio simplificada, sin exposición alguna; sólo armas, armas y más armas". En el número de mayo de 1985 de Cinefantastique se la refirió como una película que "logra ser derivada y original a la vez [...] desde The Road Warrior, el género no ha exhibido tanta carnicería exuberante" y "un ejemplo de ciencia ficción/terror en su máxima expresión [...] el enfoque sensato de Cameron lo convertirá en un producto muy solicitado". En Reino Unido, el Monthly Film Bulletin elogió al guion, los efectos especiales, el diseño de la película y la actuación de Schwarzenegger. En su reseña para la revista Imagine, Colin Greenland afirmó que era "una película de terror de ciencia ficción apasionante" y que "Linda Hamilton es admirable como la mujer en peligro que descubre su propia fuerza para sobrevivir, y Arnold Schwarzenegger es inquietantemente maravilloso como el cíborg imparable". El cineasta soviético Andrei Tarkovski criticó "la brutalidad y los bajos dotes actorales" como lamentables, pero sostuvo que "como visión del futuro y de la relación entre el hombre y su destino, la película está ampliando las fronteras del cine como arte."
Otras reseñas criticaron la violencia y la calidad narrativa de la película. Janet Maslin del New York Times opinó que la película era "una película de serie B con estilo. Gran parte de ella... tiene suspenso y personalidad, y sólo el caos obligatorio se vuelve aburrido. Hay demasiado de esto último, en forma de persecuciones de autos, tiroteos desordenados y el Sr. Schwarzenegger chocando brutalmente contra todo lo que se interpone en su camino". El Pittsburgh Press escribió una reseña negativa, calificándola como "otra película empapada de fealdad artística como Streets of Fire y Blade Runner." Sid Smith del Chicago Tribune le dio dos estrellas y añadió que "a veces es terriblemente violenta y llena de suspenso, y otras veces se ríe de sí misma. Este estilo esquizoide en realidad ayuda, ya que aporta un poco de humor justo cuando la trama de ciencia ficción se vuelve demasiado lenta o el diálogo demasiado cursi". El Newhouse News Service calificó la película como "un pedazo de sinsentido escabroso, violento y pretencioso". El autor escocés Gilbert Adair llamó a la película "repelente hasta el máximo grado", acusándola de "nazificación insidiosa" y de tener un "atractivo arraigado en una mezcla profana de fascismo, moda y fascinación".

### Retrospectiva
En 1991, Richard Schickel de Entertainment Weekly reseñó la película, dándole una calificación "A", y escribió que "lo que en un principio parecía una película algo inflada, aunque generosa y enérgica, ahora parece una película pequeña bastante buena". La calificó como "una de las películas más originales de los años 80 y parece probable que siga siendo una de las mejores películas de ciencia ficción que se han hecho". En 1998, Halliwell's Film Guide lo describió como "una aventura de cómic ingeniosa, bastante desagradable pero innegablemente convincente". Film4 le dio 5 estrellas, calificándola como "la película de acción y suspenso de ciencia ficción que lanzó las carreras de James Cameron y Arnold Schwarzenegger a la estratosfera. Sigue siendo infinitamente entretenida". TV Guide le dio al filme 4 estrellas, refiriéndosela como "una película sorprendentemente efectiva que se vuelve doblemente impresionante cuando uno considera su modesto presupuesto [...] Para nuestro dinero, esta película es muy superior a su mega-recaudadora y mega-presupuestada secuela". Empire le dio 4 estrellas, calificándola como "tan escalofriantemente eficiente a la hora de provocar emociones en su audiencia como lo es su personaje principal a la hora de ejecutar a sus objetivos"." La base de datos AllMovie le dio 5 estrellas, diciendo que "estableció a James Cameron como maestro de acción, efectos especiales e intriga narrativa casi mítica, mientras convertía a Arnold Schwarzenegger en la estrella de cuerpo duro de los años 80." Alan Jones le otorgó 5 estrellas de 5 para Radio Times y escribió que "la máxima emoción se genera desde el primer fotograma y la emoción dinámica se mantiene hasta el clímax estremecedor. Escrita con ingenio y con un buen ojo para los detalles, es acción de ciencia ficción dura en todo momento". Peter Bradshaw de The Guardian le otorgó cinco estrellas de cinco, afirmando que "a juzgar por la fuerza de este filme [...] Cameron podría estar cara a cara con Carpenter y Spielberg. Lamentablemente, generó una serie de secuelas inútiles e inferiores, pero el primer Terminator se mantiene tremendamente bien con un entusiasmo escandaloso y una emoción desbordante."

## Post-lanzamiento

### Plagio y consecuencias

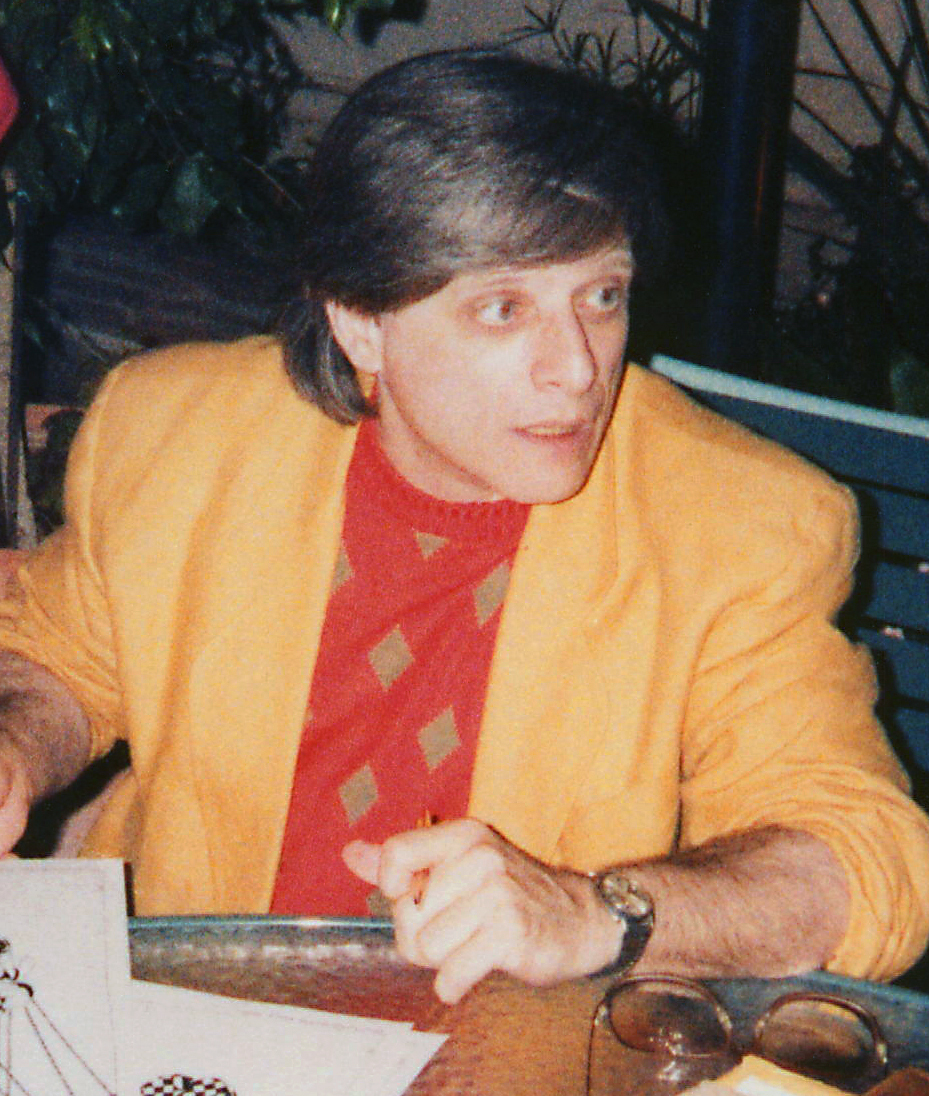
Harlan Ellison, quien demandó un reconocimiento en los créditos, en 1986.

El escritor Harlan Ellison afirmó que "amo la película, quedé impresionado", pero creía que el guion estaba basado en un cuento y un episodio de The Outer Limits que había escrito, titulado "Soldier", y amenazó con demandar por infracción. Orion resolvió el asunto en 1986, dio a Ellison una suma de dinero no revelada y agregó un crédito de reconocimiento en los lanzamientos posteriores de la película. Algunos relatos sobre el acuerdo afirman que "Demon with a Glass Hand", otro episodio de The Outer Limits escrito por Ellison, también fue plagiado para la película, pero Ellison mencionó explícitamente que The Terminator "era una copia" de "Soldier" y no de "Demon with a Glass Hand".
Cameron se opuso a la decisión de Orión y contó que si no aceptaba el acuerdo, tendría que pagar los daños y perjuicios si Orion perdía una demanda presentada por Ellison. Cameron respondió que "no tenía otra opción que aceptar el acuerdo. Por supuesto, también había una orden de silencio, así que no podía contar esta historia, pero ahora, francamente, no me importa. Es la verdad".

### Temas
El psicoanalista Darian Leader ve a The Terminator como un ejemplo de como el cine ha tratado el concepto de masculinidad y escribe:

Se nos muestra una y otra vez que para ser hombre se necesita algo más que tener el cuerpo biológico de un varón: hay que añadirle algo más... Ser hombre significa tener un cuerpo más algo simbólico, algo que no es en última instancia humano. De ahí el motivo frecuente del hombre-máquina, desde The Six Million Dollar Man hasta el Terminator y RoboCop.

The Terminator también explora los peligros potenciales de la dominación y rebelión de la IA. Los robots adquieren conciencia de sí mismos en el futuro, rechazan la autoridad humana y determinan que la raza humana debe ser destruida. El impacto de este tema es tan grande que el robot Terminator se ha convertido en la "representación visual predominante del riesgo de la IA".

#### Género
The Terminator presenta una narrativa en la que prevalecen elementos de los géneros cinematográficos de ciencia ficción y acción. Si bien rara vez se considera una película de terror, la película presenta una iconografía asociada con el cine slasher, como el Terminator siendo el villano indetenible y Sarah Connor como el arquetipo de la chica final.
Los autores Paul Meehan y Emily E. Auger encontraron que The Terminator pertenece y fue el creador del término tech noir. Ambos autores aplicaron el término como género cinematográfico a varias obras desde la década de 1980 hasta la de 2000. El académico Carl Freedman criticó la categorización de Meehan, señalando la falta de interés de Meehan en la teoría del género y que su manejo de las categorías genéricas de ciencia ficción y cine negro no era claro. Paweł Frelik también criticó la falta de conocimiento de Auger sobre la teoría del género y descartó la noción de que el tech noir sea un género cinematográfico único. Frelik escribió que las películas que Auger mencionó, incluyendo The Terminator y Blade Runner, no tenían ninguna razón aplicable para ser entendidos como tecno-noir en lugar de ciencia ficción.

### Formato doméstico

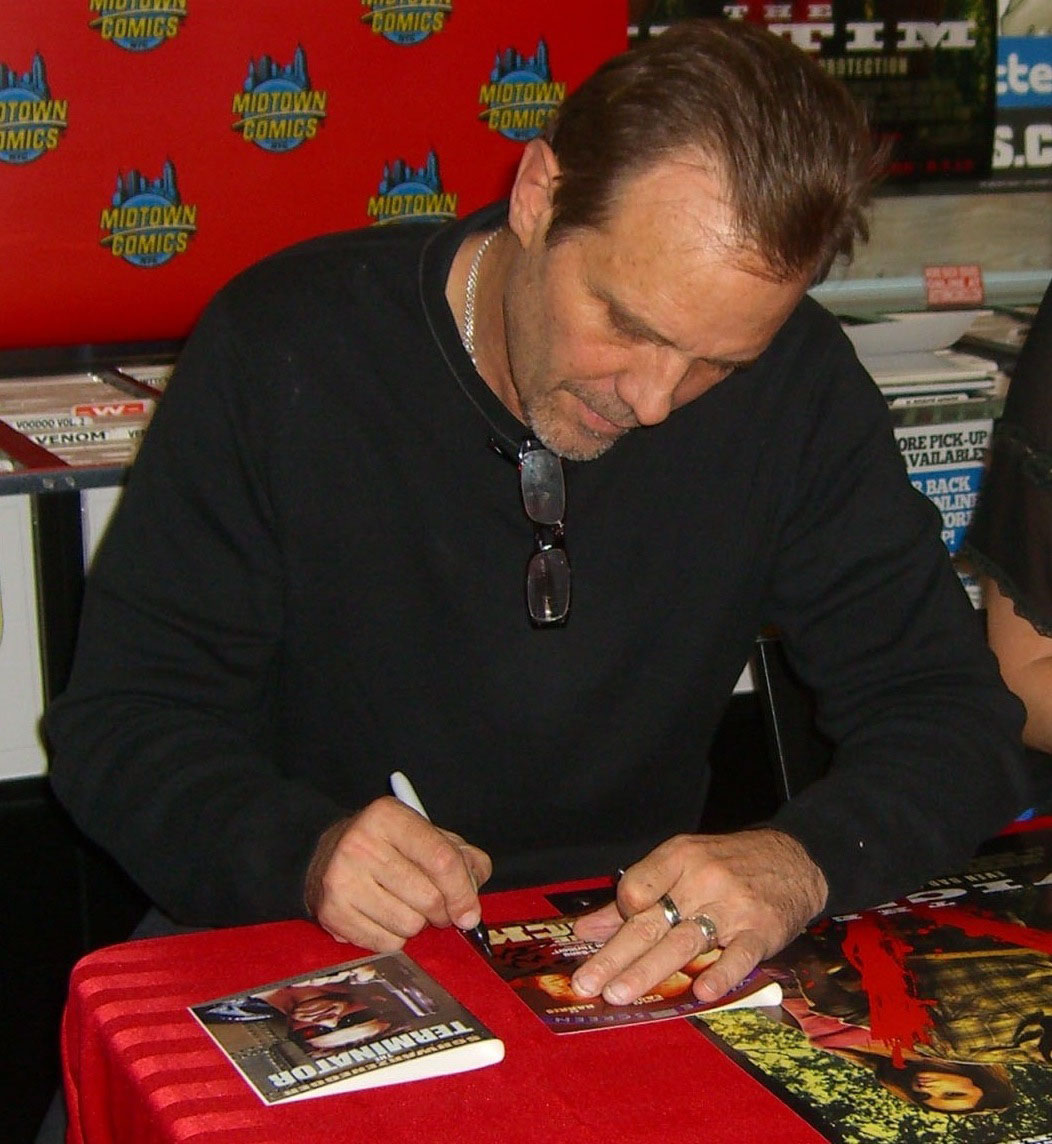
Michael Biehn firmando una copia de la película durante una aparición en Midtown Comics en 2012.

The Terminator fue lanzado en VHS Y Betamax en 1985. The Terminator debutó en el puesto 35.º en el top de alquileres de videocasetes y en el 20.º en el top de ventas de videocasetes más importantes. En su segunda semana, The Terminator alcanzó el puesto 4.º en el top de alquileres de videocasetes y el 12.º en el top de ventas de videocasetes. Sería con ese lanzamiento y sus transmisiones por televisión que la película se convertiría en un éxito masivo y un fenómeno de la cultura pop. En marzo de 1995, The Terminator fue lanzado como una edición letterbox en LaserDisc. La película tuvo su primer lanzamiento en DVD a través de Image Entertainment el 3 de setiembre de 1997. IGN se refirió a este DVD como "bastante básico... lanzado sólo con una banda sonora mono y un transfer bastante pobre".
A través de la adquisición del catálogo de la biblioteca de películas pre-1996 de PolyGram Filmed Entertainment, MGM Home Entertainment lanzó una edición especial de la película el 2 de octubre de 2001, que incluía documentales, el guion, anuncios de la película y una mezcla de sonido 5.1 creada por Skywalker Sound en el 2000. El 23 de enero de 2001, una edición VCD de Hong Kong se lanzó en línea. El 20 de junio de 2006, la película fue lanzada en Blu-ray por Sony Pictures Home Entertainment en Estados Unidos, convirtiéndose en la primera película de la década de 1980 en ese formato. En 2013, la película fue reeditada en Blu-ray por 20th Century Fox Home Entertainment, con un nuevo transfer remasterizado digitalmente a partir de una restauración 4K de Lowry Digital y supervisado por James Cameron. En conmemoración a su 40 aniversario, Warner Bros. Home Entertainment lanzó en noviembre de 2024 una edición en Blu-ray Ultra HD con una nueva restauración en Dolby Vision y con mezcla de sonido Dolby Atmos. Dicho lanzamiento añade digitalmente una punta al escalpelo del T-800 en la escena de la operación al ojo, incluye la pista monoaural original y algunos extras omitidos la anterior edición Blu-ray.

## Legado

### Premios y distinciones
The Terminator posee un 100 % de aprobación basado en 71 reseñas profesionales en el sitio web agregador de reseñas Rotten Tomatoes, con una calificación promedio de 8,8/10. Su consenso crítico dice: "Con sus secuencias de acción impresionantes, una dirección económica tensa, y un ritmo rápido implacable, es claro por qué Terminator continua siendo una influencia en cintas de ciencia ficción y acción." Por otro lado, el sitio web Metacritic le asignó una puntuación de 84 sobre 100 basada en 21 reseñas, lo que significa una recepción crítica de «aclamación universal».
The Terminator ganó tres premios Saturn por mejor película de ciencia ficción, mejor guion y mejor maquillaje. La película también ha recibido el reconocimiento del American Film Institute: obtuvo el puesto 42.º de su lista de  "las mejores películas de suspense" en 2001, el personaje del Terminator obtuvo el puesto 22.º de los "50 mejores villanos del cine" en 2003, y la frase "volveré" que pronuncia Schwarzenegger se convirtió en un lema y fue puesto en el puesto 37.º de "las 100 mejores frases del cine" en 2005.
En 2005, Total Film la nombró la 72.ª mejor película realizada. El biógrafo de Schwarzenegger Laurence Leamer escribió que The Terminator es "una película influyente que afectó a toda una generación de ciencia ficción de tonos oscuros, y fue una de las mejores actuaciones de Arnold". En 2008, la revista Empire la seleccionó como una de las 500 mejores películas de todos los tiempos. Empire también colocó al T-800 en el puesto 14 de su lista de "Los 100 mejores personajes de películas". Ese mismo año, la película fue considerada «cultural, histórica y estéticamente significativa» por la Biblioteca del Congreso de Estados Unidos y seleccionada para su preservación en el National Film Registry. En 2010, la Independent Film & Television Alliance seleccionaron a The Terminator como una de las 30 películas independientes más significativas de los últimos 30 años. En 2015, fue incluida en el libro 1001 películas que hay que ver antes de morir.
En 2019, Huw Fullerton del Radio Times clasificó a la película como la segunda mejor de las seis de la franquicia, afirmando que "The Terminator era una película brillantemente original, visceral y genuinamente aterradora cuando se estrenó en 1984, y no importa cuán mal envejezcan los efectos visuales, no ha perdido su impacto". En 2021, Dalin Rowell de /Film la clasificó como la cuarta mejor película de la carrera de Cameron, afirmando que "Si bien su ritmo y estructura argumental no son tan sólidos como los de su secuela, sigue siendo una de las piezas más emblemáticas de la cultura pop que se han creado". Phil Pirrello de Syfy la colocó en el 7.º puesto de las "25 películas de ciencia ficción más aterradoras de todos los tiempos", afirmando que "Cameron cambió por siempre al genero y la carrera de Schwarzenegger con The Terminator, una película icónica y llena de tensión que mezcla ciencia ficción, acción y ciertos elementos de películas de terror en una de las mejores cosas que han salido de Hollywood. [...] el guión bien estructurado de Cameron es puro pulido, sin excesos y con un excedente de tensión fascinante que ayuda a convertirlo en el clásico atemporal que es hoy."

### Mercadotecnia
Shaun Hutson escribió una novelización de la película que fue publicada el 21 de febrero de 1985 por la editorial londinense Star Books (ISBN 0-352-31645-4); Randall Frakes y William Wisher escribieron una novelización diferente para Bantam/Spectra, publicada en octubre de 1985 (ISBN 0-553-25317-4). En setiembre de 1988, NOW Comics lanzó un cómic basado en la película. Dark Horse Comics publicó un cómic en 1990 que se desarrolla 39 años después de la película. Varios videojuegos basados en The Terminator se lanzaron entre 1991 y 1993 para varias consolas de Nintendo y Sega.

## Secuelas
El éxito de la película también llevó al lanzamiento de cinco secuelas: Terminator 2: el juicio final (1991), Terminator 3: La rebelión de las máquinas (2003), Terminator Salvation (2009); y Terminator Génesis (2015), y Terminator: Dark Fate (2019). Schwarzenegger regresó en todas menos Terminator Salvation, mientras que Cameron y Hamilton regresaron para Terminator 2 y Dark Fate, una secuela directa a los eventos de Terminator 2. Una serie televisiva, Terminator: The Sarah Connor Chronicles (2008–2009), también toma lugar tras los eventos de Terminator 2 y omite sucesos en las demás secuelas.

### Citas
1. ↑  IMDb. «Terminator (1984) Release Info».
2. 1 2  «The Terminator (1984)» (en inglés británico). British Film Institute. Archivado desde el original el 12 de febrero de 2019.
3. 1 2 3  «The Terminator». Box Office Mojo (en inglés). IMDB. Consultado el 22 de febrero de 2012.
4. ↑  «Complete National Film Registry Listing». National Film Preservation Board. Washington D. C.: Library of Congress.
5. 1 2  «2008 Entries to National Film Registry Announced» (en inglés). Library of Congress. 30 de diciembre de 2008. Consultado el 22 de julio de 2009.
6. 1 2  Dirks, Tim. «The Terminator (1984)». Filmsite.org (en inglés). Consultado el 8 de setiembre de 2024.
7. 1 2 3 4  «The Terminator». The American Film Institute Catalog of Motion Pictures (en inglés estadounidense). American Film Institute.
8. ↑  «Mexican boy». Terminator Wiki (en inglés). Fandom. Consultado el 16 de septiembre de 2024.[fuente cuestionable]
9. ↑  «Ficha de doblaje de Terminator». eldoblaje.com. Consultado el 16 de septiembre de 2024.
10. ↑  «Terminator». Doblaje Wiki. Fandom. Consultado el 16 de septiembre de 2024. [fuente cuestionable]
11. ↑  Keegan, 2009, p. 34.
12. 1 2  Bass, George (21 de abril de 2021). «The Terminator came to me in a dream: a new interview with James Cameron» (en inglés británico). British Film Institute.
13. ↑  Lambie, Ryan (23 de julio de 2014). «Why The Terminator is a horror classic». Den of Geek (en inglés).
14. 1 2 3 4  Keegan, 2009, p. 36.
15. ↑  Keegan, 2009, p. 35.
16. ↑  French, 1996, pp. 15, 20.
17. ↑  Keegan, 2009, p. 110.
18. ↑  Keegan, 2009, pp. 110-111.
19. ↑  Ebert, Roger (3 de julio de 1991). «Terminator 2: Judgment Day». Chicago Sun Times (en inglés). Consultado el 2 de abril de 2021 – vía RogerEbert.com.
20. 1 2  Keegan, 2009, p. 37.
21. ↑  Fahs, Travis (20 de mayo de 2009). «IGN Presents the History of Terminator». IGN (en inglés). Archivado desde el original el 25 de enero de 2013.
22. ↑  Phillips, Ian (1 de julio de 2015). «James Cameron sold the rights to 'Terminator' back in the '80s for $1 — and it's one of his biggest regrets». Business Insider (en inglés).
23. ↑  Silverman, Jeff (30 de marzo de 1987). «High-risk Movie Mogul». Chicago Tribune (en inglés estadounidense). Archivado desde el original el 16 de agosto de 2017.
24. 1 2 3 4  Keegan, 2009, p. 38.
25. 1 2  Keegan, 2009, p. 39.
26. ↑  Petley, Julian (1984). «The Terminator». Monthly Film Bulletin (British Film Institute) 52 (612): 54-55. ISSN 0027-0407. «p.c—Cinema '84. A Pacific Western Production. For Orion».
27. ↑  Gale Anne Hurd (productora). «Terminator Prototype» Other Voices, 2001, min 7
28. 1 2  Keegan, 2009, p. 40.
29. 1 2  McGovern, Joe (17 de julio de 2014). «'The Terminator' at 30: An oral history». Entertainment Weekly (en inglés estadounidense) (New York).
30. ↑  Yamato, Jen (25 de octubre de 2019). «James Cameron debunks that O.J. Simpson 'Terminator' painting myth: 'Arnold is wrong'». Los Angeles Times (en inglés).
31. ↑  James Cameron (director), Bill Wisher (guionista) «Casting Model 101» Other Voices, 2001, min 8
32. ↑  Keegan, 2009, p. 41.
33. ↑  Daly, Steve (23 de marzo de 2009). «Creator James Cameron on Terminator's Origins, Arnold as Robot, Machine Wars». Wired (en inglés estadounidense). Archivado desde el original el 27 de julio de 2010. Consultado el 18 de setiembre de 2010.
34. ↑  Andrews, 2003, pp. 120–121.
35. ↑  Schwarzenegger, Arnold (Octubre de 2012). Vida Total: Mi Historia Increíble. New York: Simon & Schuster. ISBN 978-1-4767-0498-2 – vía Google Libros. [página requerida]
36. 1 2  GQ (29 de octubre de 2019), Arnold Schwarzenegger Breaks Down His Most Iconic Characters | GQ en YouTube. (en inglés)
37. ↑  Chase, Donald; Meyers, Kate (12 de julio de 1991). «65 Words...And Arnold Was a Star». Entertainment Weekly (en inglés estadounidense) (New York). Archivado desde el original el 7 de octubre de 2015.
38. 1 2  Keegan, 2009, p. 42.
39. ↑  Weiner, David (6 de noviembre de 2013). «Casting Near-Misses: Sting in 'The Terminator'?». Entertainment Tonight (en inglés).
40. ↑  Couch, Aaron (2 de agosto de 2019). «"Everything Had to Go Right": What Happened to 'Terminator' Star Michael Biehn». The Hollywood Reporter (en inglés). Archivado desde el original el 22 de julio de 2020.
41. ↑  Keegan, 2009, p. 43.
42. 1 2  Lombardi, Ken (26 de octubre de 2014). «"The Terminator" 30 years later». CBS News (en inglés estadounidense).
43. ↑  Keegan, 2009, p. 44.
44. ↑  «A Talk With Lisa Langlois». retrojunk.com (en inglés). 11 de junio de 2010. Consultado el 20 de julio de 2021.
45. ↑  Keegan, 2009, p. 45.
46. ↑  Vespe, Eric (17 de agosto de 2011). «Quint chats with Michael Biehn, Part 1! Aliens, Terminator, Abyss and working with James Cameron!». Ain't It Cool News (en inglés). Archivado desde el original el 27 de noviembre de 2018.
47. ↑  Page Six (5 de octubre de 2018), 'Back to the Future' star Lea Thompson was almost in 'Terminator' | Page Six Celebrity News en YouTube. (en inglés)
48. 1 2  Keegan, 2009, p. 46.
49. 1 2  Keegan, 2009, p. 50.
50. ↑  Keegan, 2009, pp. 47-49.
51. ↑  Gale Anne Hurd (productora). «A Pause in the Action» Other Voices, 2001, min 20
52. ↑  French, 1996, p. 23.
53. 1 2 3 4  Keegan, 2009, p. 51.
54. 1 2  Stan Winston (maquillaje). «Endoskeleton: Stan Winston wizardry» Other Voices, 2001, min 29-31
55. ↑  French, 1996, p. 25.
56. ↑  French, 1996, pp. 30–31.
57. ↑  Keegan, 2009, p. 52.
58. ↑  French, 1996, p. 24.
59. ↑  French, 1996, pp. 25-26.
60. ↑  Kuchera, Ben (10 de marzo de 2010). «True story: the making of the Terminator's laser-sighted .45 pistol». Ars Technica (en inglés estadounidense). Archivado desde el original el 12 de marzo de 2010.
61. ↑  «Arnold Schwarzenegger: 'I'll Be Back' Quote Was Almost Ruined». The Huffington Post (en inglés). 1 de octubre de 2012. Archivado desde el original el 9 de marzo de 2017.
62. ↑  Gale Anne Hurd (productora), William Wisher (guionista), Mark Goldblatt (editor). «Post-partum Obsession» Other Voices, 2001, min 33-34
63. ↑  Gale Anne Hurd, Gene Warren Jr., Christopher Warren. «Just One Last Shot» Other Voices, 2001, min 37-39
64. ↑  «Terminated Scenes». The Terminator [Special Edition] (DVD) (MGM Home Entertainment). 2001.
65. ↑  «The Terminator: The Reason James Cameron Deleted Cyberdyne Systems Scene» (en inglés). TheTerminatorFans.com. 26 de abril de 2019. Consultado el 6 de septiembre de 2024.
66. ↑  Cotter, Padraig (1 de setiembre de 2023). «Terminator's Ending Deleted Scene Was Right To Cut - But Not For The Reason James Cameron Went With». Screen Rant (en inglés estadounidense). Consultado el 6 de septiembre de 2024.
67. ↑  Turan, Kenneth (Agosto de 1991). «US: James Cameron Interview». Los Angeles Times. Consultado el 24 de setiembre de 2024 – vía The Terminator Files.
68. 1 2  Adams, Bret. «The Terminator: Overview». AllMusic. Consultado el 19 de setiembre de 2010.
69. ↑  Roffman, Michael (5 de abril de 2016). «Stream + Interview: Brad Fiedel's The Terminator Original Motion Picture Soundtrack». Consequence of Sound (en inglés). Archivado desde el original el 17 de abril de 2016.
70. 1 2 3  Gene Warren, Jr. y Joe Viskocil (efectos visuales), Brad Fiedel (compositor) (2001). Creating The Terminator: Visual Effects and Music (Extra de DVD) (Fragmento de Other Voices, 2001, min 39) (en inglés con subtitulos al español) – vía YouTube.
71. ↑  Hayward, 2004, p. 168.
72. 1 2  Adams, Brett. «The Terminator – Brad Fiedel». AllMusic (en inglés). Rovi Corporation. Consultado el 24 de enero de 2014.
73. ↑  Stevenson, Seth (26 de febrero de 2014). «What Is the Time Signature of the Ominous Electronic Score of The Terminator?». Slate (en inglés).
74. ↑  Freeman, Kim (1 de febrero de 1986). «Grass Route». Billboard 98 (5).
75. 1 2 3 4  Keegan, 2009, p. 53.
76. ↑  Gale Anne Hurd (productora). «Release» Other Voices, 2001, min 52
77. 1 2  «The Terminator». The Numbers (en inglés). Nash Information Services, LLC.
78. ↑  «The Top Movies, Weekend of November 9, 1984». The Numbers (en inglés).
79. ↑  «'The Terminator' surprises the critics; is a top grosser». Tri City Herald (en inglés estadounidense). Kennewick. 30 de noviembre de 1984  – vía Newspapers.com.(Requiere suscripción.)
80. ↑  «The Terminator Review». Variety (en inglés estadounidense). 31 de diciembre de 1983. Archivado desde el original el 29 de agosto de 2010.
81. ↑  Corliss, Richard (26 de noviembre de 1984). «Girl of Steel vs. Man of Iron». Time (en inglés estadounidense): 105. Archivado desde el original el 2o de enero de 2008.
82. ↑  Armstrong, Douglas D. (26 de octubre de 1984). «Schwarzenegger shows acting muscle in thriller». Milwaukee Journal (en inglés estadounidense). Archivado desde el original el 5 de marzo de 2016.
83. ↑  Weinberg, Marc (Noviembre de 1984). «Brian DePalma's Sleaze Factor». Orange Coast (en inglés estadounidense) (Emmis Communications) 10 (11): 141. Archivado desde el original el 14 de noviembre de 2020  – vía Google Libros.
84. 1 2  French, 1996, p. 62.
85. ↑  French, 1996, p. 63.
86. ↑  Greenland, Colin (Abril de 1985). «Fantasy Media». Imagine (reseña) (TSR Hobbies (UK), Ltd.) (25): 47.
87. ↑  Russell, Calum (17 de julio de 2021). «The one James Cameron action film that Andrei Tarkovsky loved». Far Out (en inglés británico). Consultado el 18 de septiembre de 2024.
88. ↑  Maslin, Janet (26 de octubre de 1984). «The Terminator (1984) The Screen:'Terminator,' suspense tale». The New York Times (en inglés estadounidense). Archivado desde el original el 14 de noviembre de 2020.
89. ↑  Blank, Ed (26 de octubre de 1984). «Beefcake Violence begets 'Terminator'». Pittsburgh Press (en inglés estadounidense). Archivado desde el original el 8 de setiembre de 2015.
90. ↑  Smith, Sid (30 de octubre de 1984). «The Terminator Just a Bit Schizoid». The Chicago Tribune (en inglés estadounidense). Archivado desde el original el 7 d e setiembre de 2015  – vía Google News Archive.
91. ↑  Freeman, Richard (26 de octubre de 1984). «'Conan muscleman takes on new role in 'Terminator'». Spokane Chronicle (en inglés estadounidense). Archivado desde el original el 31 de octubre de 2020  – vía Google News Archive.
92. ↑  Andrews, Nigel (1995). True Myths: The Life and Times of Arnold Schwarzenegger. London: Bloomsbury. p. 137. ISBN 0-7475-2450-5.
93. ↑  Schickel, Richard (13 de diciembre de 1991). «The Terminator Review». Entertainment Weekly (en inglés estadounidense) (New York). Archivado desde el original el 25 de abril de 2009.
94. ↑  Halliwell, Leslie (1998). Halliwell's Film and Video Guide (paperback) (en inglés) (13 edición). HarperCollins. p. 1072. ISBN 978-0-00-638868-5.
95. ↑  «The Terminator – Film Review from Film4». Film4 (en inglés británico). Archivado desde el original el 25 de marzo de 2010.
96. ↑  «The Terminator: Review». TV Guide (en inglés estadounidense). Archivado desde el original el 2 de febrero de 2014.
97. ↑  «Review of The Terminator». Empire (en inglés estadounidense). Archivado desde el original el 27 de setiembre de 2007.
98. ↑  Bozzola, Lucia. «The Terminator: Review». Allmovie (en inglés). Archivado desde el original el 28 de abril de 2010.
99. ↑  Jones, Alan. «The Terminator». Radio Times (en inglés británico). Immediate Media Company. Archivado desde el original el 27 de agosto de 2015.
100. ↑  Bradshaw, Peter (25 de junio de 2015). «The Terminator review – return of the classic 80s action behemoth». The Guardian (en inglés británico).
101. ↑  Heard, 1997, p. 41.
102. 1 2 3  Ellison, Harlan. «The Ellison Bulletin Board». HarlanEllison.com (en inglés). Archivado desde el original el 9 de febrero de 2018. Consultado el 18 de enero de 2011.
103. ↑  Marx, Andy (7 de julio de 1991). «IT'S MINE All Very Well and Good, but Don't Hassle the T-1000». Los Angeles Times. Archivado desde el original el 20 de marzo de 2014.
104. ↑  Heard, 1997, p. 77.
105. ↑  French, 1996, p. 16.
106. ↑  Evans, Greg (15 de julio de 2007). «It Came From the '60s, Cheesy but Influential». The New York Times (en inglés estadounidense). Archivado desde el original el 11 de setiembre de 2018.
107. ↑  Axmaker, Sean. «The Terminator» (en inglés estadounidense). Turner Classic Movies. Archivado desde el original el 10 de julio de 2015.
108. ↑  Keegan, 2009, pp. 54-55.
109. ↑  Leader, Darian (1996). Why do women write more letters than they post?. London: Faber & Faber. p. 27. ISBN 978-0-571-17619-9.
110. ↑  Meia, Chita-Tegmark (2 de marzo de 2015). «Terminator Robots and AI Risk». HuffPost (en inglés estadounidense).
111. ↑  McGowan, 2021.
112. ↑  Meehan, 2008, p. 8.
113. 1 2  Frelik, 2012, p. 119.
114. ↑  Freedman, 2011, p. 528.
115. ↑  Moleski, Linda (27 de abril de 1985). «New on the Charts». Billboard 97 (17).
116. ↑  «The Top Video Cassette Rentals». Billboard (en inglés estadounidense) (Nielsen Business Media, Inc.) 97 (19): 35. 4 de mayo de 1985. Archivado desde el original el 5 de enero de 2017.
117. ↑  «The Top Video Cassette Sales». Billboard (en inglés estadounidense) (Nielsen Business Media, Inc.) 97 (19): 30. 4 de mayo de 1985. Archivado desde el original el 5 de enero de 2017.
118. ↑  «This Week...». Billboard (en inglés estadounidense) (Nielsen Business Media, Inc.) 107 (10): 67. 11 de marzo de 1995. Archivado desde el original el 5 de enero de 2017. Consultado el 18 de mayo de 2016 – vía Google Libros.
119. ↑  Chalquist, Craig. «The Terminator: Overview». Allmovie. Archivado desde el original el 7 de julio de 2012.
120. 1 2  Conrad, Jeremy (15 de setiembre de 2001). «The Terminator: Special Edition». IGN (en inglés estadounidense). Archivado desde el original el 26 de enero de 2013.
121. ↑  Fordham, Trent. «The Terminator (Special Edition): Overview». Allmovie (en inglés). Archivado desde el original el 8 de julio de 2012.
122. 1 2  «The Terminator (1984)». Festival of the Archives (en inglés). Archivado desde el original el 12 de junio de 2018.
123. ↑  «The Terminator VCD» (en inglés). yesasia.com. Archivado desde el original el 31 de mayo de 2013.
124. ↑  «The Terminator (Blu-Ray): Overview». Allmovie (en inglés). Archivado desde el original el 1 de julio de 2012.
125. ↑  «The Terminator 40th Anniversary 4K Blu-ray». Blu-ray.com (en inglés). 10 de setiembre de 2024. Consultado el 22 de septiembre de 2024.
126. ↑  Wurm, Gerald (24 de noviembre de 2024). «Terminator (Comparison: 4K Blu-ray - Blu-ray (2013))». Movie-Censorship.com (en inglés). Consultado el 3 de mayo de 2025.
127. ↑  Miller III, Randy (15 de noviembre de 2024). «The Terminator 4K Blu-ray». Blu-ray.com (en inglés). Consultado el 3 de mayo de 2025.
128. 1 2 3 4  «Saturn Awards». web.archive.org. 11 de octubre de 2003. Archivado desde el original el 6 de septiembre de 2014. Consultado el 27 de abril de 2020.
129. ↑  «Past Saturn Award Recipients». www.saturnawards.org. Archivado desde el original el 27 de abril de 2020. Consultado el 27 de abril de 2020.
130. 1 2  «AFI's 100 Years… 100 Thrills». American Film Institute (en inglés estadounidense). 12 de junio de 2001. Archivado desde el original el 18 de marzo de 2017. Consultado el 21 de septiembre de 2024.
131. 1 2  «AFI's 100 Greatest Heroes & Villains». American Film Institute (en inglés estadounidense). 4 de junio de 2003. Archivado desde el original el 18 de marzo de 2017. Consultado el 21 de septiembre de 2024.
132. 1 2  «AFI’s 100 Years…100 Movie Quotes». American Film Institute (en inglés estadounidense). Los Ángeles. 22 de junio de 2005. Archivado desde el original el 29 de julio de 2005. Consultado el 21 de septiembre de 2024.
133. ↑  The Terminator en Rotten Tomatoes (en inglés).  - The Terminator en Tomatazos.
134. ↑  «The Terminator». Metacritic (en inglés). Consultado el 21 de setiembre de 2024.
135. ↑  «Film news Who is the greatest?». Total Film (en inglés británico). 24 de octubre de 2005. Archivado desde el original el 23 de enero de 2014.
136. ↑  Leamer, Laurence (2005). Fantastic: The Life of Arnold Schwarzenegger. London: St Martin's Press. p. 161. ISBN 0-283-07028-5. (requiere registro).
137. ↑  «Empire's The 500 Greatest Movies of All Time». Empire (en inglés británico). Noviembre de 2008. Archivado desde el original el 27 de enero de 2012.
138. ↑  «Empire's The 100 Greatest Movie Characters». Empire (en inglés británico). Archivado desde el original el 7 de noviembre de 2011. Consultado el 21 de mayo de 2010.
139. ↑  «Terminator joins movie archive». BBC News (en inglés británico). 30 de diciembre de 2008. Consultado el 21 de septiembre de 2024.
140. ↑  «UPDATE: How "Toxic" Is IFTA's Best Indies?». Deadline (en inglés estadounidense). 9 de setiembre de 2010. Archivado desde el original el 2 de febrero de 2017.
141. ↑  Schneider, Steven Jay, ed. (2015). 1001 películas que hay que ver antes de morir. Quintessence Editions (9na edición). Hauppauge, Nueva York: Barron's Educational Series. p. 697. ISBN 978-0-7641-6790-4. OCLC 796279948.
142. ↑  Fullerton, Huw (24 de octubre de 2019). «Terminator movies ranked – from worst to best». Radio Times (en inglés británico). Consultado el 18 setiembre de 2021.
143. ↑  Rowell, Dalin (28 de setiembre de 2021). «Every James Cameron Film Ranked From Worst To Best». /Film (en inglés).
144. ↑  Pirrello, Phil (15 de julio de 2021). «The 25 scariest sci-fi movies ever made, from 'Aliens' to 'Invisible Man', ranked». Syfy (en inglés estadounidense). Consultado el 19 de octubre de 2021.
145. ↑  «Hutson's History – The Film Tie-ins». Shaun Hutson: Official Site (en inglés). Archivado desde el original el 3 de febrero de 2014.
146. ↑  Overstreet, 2010, p. 252.
147. ↑  Marriott, Scott Alan. «The Terminator – Overview» (en inglés). AllGame. Archivado desde el original el 11 de diciembre de 2014.
148. ↑  Phillips, TC (7 de agosto de 2021). «Terminator Producer Says Franchise Has A Future». Screen Rant (en inglés estadounidense). Archivado desde el original el 10 de agosto de 2021.
149. ↑  Craig, David (24 de setiembre de 2020). «How to watch the Terminator movie franchise in order – every timeline explained». Radio Times (en inglés británico). Archivado desde el original el 6 de enero de 2022.
150. ↑  Lee, Benjamin (5 de noviembre de 2019). «Darkest Fate: How The Terminator Franchise Was Finally Terminated». The Guardian (en inglés británico). Archivado desde el original el 8 de noviembre de 2021.
151. ↑  McMillan, Graeme (3 de noviembre de 2019). «Making Sense of the Terminator Timeline». The Hollywood Reporter (en inglés estadounidense). Archivado desde el original el 6 de enero de 2022.
152. ↑  Petty, Michael John (18 de diciembre de 2021). «Why Now Is The Time To Revisit Terminator: The Sarah Connor Chronicles». Collider (en inglés estadounidense). Archivado desde el original el 20 de febrero de 2022.

### Obras citadas
Bibliografía
- Andrews, Nigel (2003). True Myths: The Life and Times of Arnold Schwarzenegger. Carol Publishers. ISBN 978-1-55972-364-0.
- French, Sean (1996). The Terminator. British Film Institute. ISBN 978-0-85170-553-8 – vía Scribd.
- Hayward, Philip (2004). Off the Planet: Music, Sound and Science Fiction Cinema. Indiana University Press. ISBN 978-0-86196-644-8.
- Heard, Christopher (1997). Dreaming Aloud: The Life and Films of James Cameron. Toronto, Ontario: Doubleday Canada. ISBN 978-0-385-25680-3. (requiere registro).
- Keegan, Rebecca Winters (2009). The Futurist: The Life and Films of James Cameron. New York: Crown Publishers. ISBN 978-0-307-46031-8.
- Meehan, Paul (2008). Tech-Noir: The Fusion of Science Fiction and Film Noir. McFarland & Company, Inc. ISBN 978-0-7864-3325-4.
- Overstreet, Robert M. (2010). The Official Overstreet Comic Book Companion (11 edición). Random House of Canada. ISBN 978-0-375-72308-7.

Publicaciones
- Freedman, Carl (Noviembre de 2011). «Review: Science Fiction and its Others». Science Fiction Studies 38 (3).
- Frelik, Paweł (Marzo de 2012). «Books in Review: Another Genre That is Not». Science Fiction Studies 39 (1).
- McGowan, A.W. (1 de noviembre de 2021). «The Mechanical Monster, The Cyber-Slasher: Understanding The Terminator as a Horror Film». Response, the Journal of Popular and American Culture (en inglés) 6 (1).

Documental
- Van Ling (realizador) (2001). «Other Voices: Creating 'The Terminator'» (DVD). The Terminator [Special Edition] (en inglés con subtitulos al español) (MGM Home Entertainment)  – vía YouTube.